# Wilcoxia martinorum
Wilcoxia martinorum är en tvåvingeart som beskrevs av Wilcox 1972. Wilcoxia martinorum ingår i släktet Wilcoxia och familjen rovflugor. Inga underarter finns listade i Catalogue of Life.